# Veinte casos que hacen pensar en la reencarnación
Veinte casos que hacen pensar en la reencarnación es un libro escrito por el psiquiatra Ian Stevenson sobre el fenómeno de lo que él llama recuerdo espontáneo de información de vidas anteriores en niños pequeños. El libro se centra en veinte casos investigados por el autor. Se ha traducido a siete idiomas.

## Planteamiento general
Stevenson describe su planteamiento general siguiendo un "modelo casi convencional":

El caso por lo general comienza cuando un niño pequeño de dos a cuatro años de edad comienza a hablar con sus padres o hermanos de una vida que llevó en otro tiempo y lugar. El niño generalmente siente una atracción considerable hacia los acontecimientos de la vida anterior, y con frecuencia importuna a sus padres para que le dejen volver a la comunidad en la que afirma que vivía anteriormente. Si el niño hace declaraciones lo suficientemente concretas sobre la vida anterior, los padres (por lo general de mala gana) inician investigaciones sobre su exactitud. A menudo, de hecho por lo general, estos intentos de verificación no aparecen hasta varios años después de que el niño haya comenzado a hablar de la vida anterior. Si se confirma alguna verificación, miembros de las dos familias se visitan y preguntan al niño si reconoce lugares, objetos y personas de su supuesta existencia anterior.

Stevenson creó una red de voluntarios para encontrar estos casos de recuerdos espontáneos de vidas pasadas tan pronto como los niños empezaran a hablar de ellos. Luego preguntaría cuidadosamente tanto a la familia del niño como del fallecido para asegurarse de que no tenían contacto y que ninguna información pudiera transferirse entre ellos. Obtendría información detallada acerca de la persona fallecida, incluyendo información no conocida plenamente por las personas involucradas como los detalles del testamento, que utilizaría para verificar que el niño realmente sabía la información requerida.
La publicación del libro se retrasó cuando se descubrió que uno de los intérpretes de Stevenson había sido acusado de falta de honradez. Stevenson dijo que el traductor era deshonesto en algunos asuntos, pero que "no creía que el hombre lo hubiera engañado". Sin embargo, regresó a la India, donde se había empleado al intérprete, y examinó los casos en cuestión una vez más, con diferentes intérpretes. Encontró entonces que la evidencia de reencarnación era más fuerte de lo que había pensado previamente.

## Resultados publicados
Stevenson llegó a la conclusión de que la reencarnación era la "mejor explicación posible" por las siguientes razones:
- El gran número de testigos y la falta aparente de motivación y posibilidad, debido al proceso de selección, hacen muy poco probable la hipótesis de fraude.
- La gran cantidad de información poseída por el niño no es generalmente consistente con la hipótesis de que el niño obtuviera dicha información a través del contacto entre las familias investigadas.
- La demostración de habilidades y características de personalidad similares no aprendidas en la vida actual, y la falta de motivación a largo plazo de identificación con una vida pasada, hacen improbable la hipótesis de que el niño tenga sus recuerdos y comportamiento a través de percepción extrasensorial.
- Cuando existe correlación entre las malformaciones congénitas o marcas de nacimiento que posee el niño y la historia de la persona anterior, la hipótesis de ocurrencia aleatoria es improbable.

## Elogios y críticas
En 1977, el Journal of Nervous and Mental Disease dedicó la mayor parte de un número al trabajo de Stevenson en el que el psiquiatra Harold Lief describió a Stevenson como "un metódico, cuidadoso, incluso prudente, investigador, cuya personalidad está en el lado obsesivo... O está cometiendo un error colosal, o será conocido ... como el Galileo del siglo XX". Sin embargo, los principales científicos tendían a ignorar o descartar décadas de trabajo de campo de Stevenson y sus numerosas publicaciones. Algunos cuestionaron su objetividad, afirmando que era crédulo, y sugiriendo que sus investigaciones eran defectuosas. Cuando el filósofo Leonard Angel criticó uno de los casos de Veinte casos que hacen pensar en la reencarnación llevado personalmente por Stevenson, Stevenson publicó una refutación sosteniendo que la crítica en sí era errónea.

## Comentarios
Han sido publicados comentarios sobre Veinte casos que hacen pensar en la reencarnación en la American Journal of Psychiatry, British Journal of Psychiatry, British Journal of Medical Psychology, Journal of Nervous and Mental Disease y algunas otras publicaciones.